# Hole György

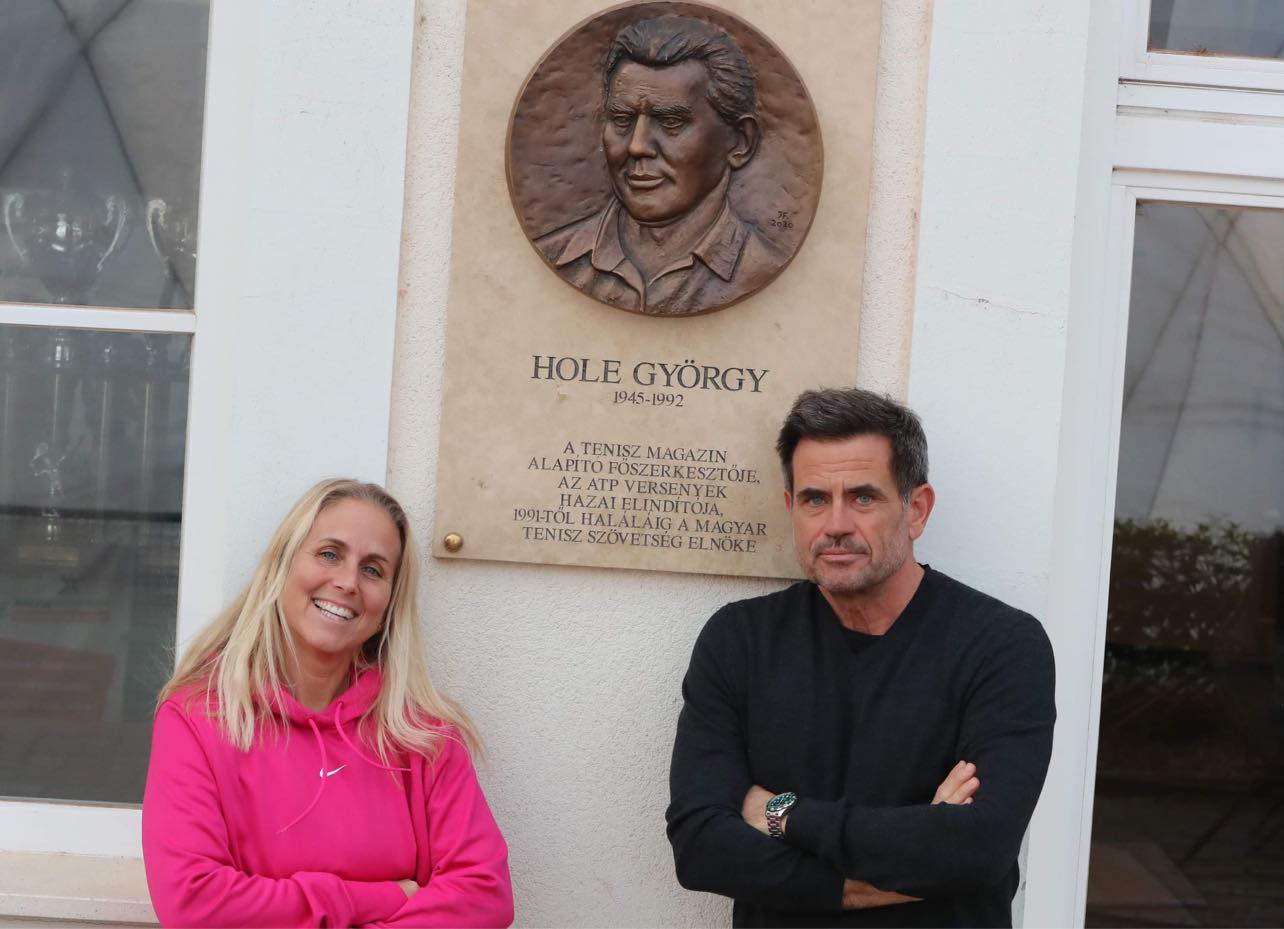
Hole György emlékműve a Park Teniszklub (XI.Bartók Béla út 15/d. Budapest) klubházának falán, melyet Janzer Frigyes szobrászművész készített 2023 ban, előtte gyermekei Hole Alexandra és Hole Viktor

Hole György (Budapest, 1945. június 16. – Bicske, 1992. május 12.) újságíró, sportvezető, tenisz szakedző, a Magyar Tenisz Szövetség elnöke 1991-től haláláig, a színes Tenisz Magazin alapító-tulajdonos főszerkesztője, az első hazai, dollárdíjazású profi ATP teniszversenyek rendezője, szervezője, versenyigazgatója.
A Budapesti Spartacus tenisz szakosztályában vezetőségi tag, később a női válogatott menedzsere volt. Aktív amatőr játékosként a teniszező újságírók szövetségének egykori főtitkára, a magyar újságíró-válogatott kapitánya. A Hungexpo majd az Idegenforgalmi és Propaganda Vállalat főosztályvezetője,  a HUNGÁRIASPORT sportmarketing KFT. igazgatóhelyettese, később a Victor's sportszerforgalmazó kft. tulajdonosa.
Tragikus körülmények között autóbalesetben hunyt el 1992 májusában 47 évesen. Sírja a Farkasréti temetőben található.
Két gyermeke, Hole Viktor (1973) és Hole Alexandra (1976) a Budapesti Spartacus teniszezői voltak.
Emlékműve, mely Janzer Frigyes Munkácsy-díjas érdemes-szobrászművész alkotása, a Feneketlen tónál lévő Park Teniszklub klubházának falán található 2023 szeptembere óta.